# エドモン・バンジャマン・ド・ロチルド

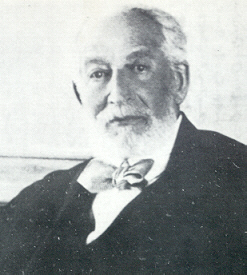

エドモン・バンジャマン・ジャム・ド・ロチルド（エドモン・ド・ロートシルト）（Edmond Benjamin James de Rothschild, 1845年8月19日 - 1934年11月2日）は、ロスチャイルド家のフランス分家の一員であった。シオニズムの強力な支援者であり、彼の惜しみない寄付はイスラエル設立に重要な支援をすることとなった。

## 生涯
パリ郊外のブローニュ＝ビヤンクールにおいてロートシルト家（ロスチャイルド家）の始祖であるマイアー・アムシェル・ロートシルトの五男（末子）のジャコブ・マイエール・ド・ロチルドとベティ・フォン・ロチルドの末子として誕生した。
フランス第二共和政とフランス第二帝政の時代に育ち、第一次普仏戦争では遊撃隊の兵士として戦った。
1882年夏、パレスチナへ入植したユダヤ人の代表としてヨーロッパに派遣されたヨーゼフ・ファインベルク及び同行していたロシア人ラビと面会する。1924年新たにパレスチナ委員会を創設して「パレスチナユダヤ植民教会」と名付けた。
1982年に発行されたイスラエルの旧500シェケル紙幣に肖像が使用されていた。

## 家族
1877年にいとこ（ナポリ王国の貴族であったウィルヘルム・カール・ロスチャイルドの娘）のアーデルハイドと結婚し、以下の子どもをもうけた。
- James Armand Edmond（1878 – 1957）
- Maurice Edmond Karl（1881 – 1957）
- Miriam Caroline Alexandrine（1884 – 1965）